# Квінсі Промес
Квінсі Промес (нід. Quincy Promes, нар. 4 січня 1992, Амстердам) — нідерландський футболіст, нападник, фланговий півзахисник клубу «Спартак» (Москва). Колишній гравець збірної Нідерландів.

## Клубна кар'єра
Народився 4 січня 1992 року в місті Амстердам. Вихованець юнацьких команд футбольних клубів «Аякс», «Гарлем» та «Твенте».
У дорослому футболі дебютував 2012 року виступами за команду клубу «Твенте», провів лише один матч чемпіонату.
До складу клубу «Гоу Ехед Іглз» на правах оренди приєднався 2012 року. Відіграв за команду з Девентера наступний сезон своєї ігрової кар'єри. Більшість часу, проведеного у складі «Гоу Ехед Іглз», був основним гравцем команди. У складі «Гоу Ехед Іглз» був одним з головних бомбардирів команди, маючи середню результативність на рівні 0,41 голу за гру першості.
2013 року повернувся до клубу «Твенте». Цього разу провів у складі його команди один сезон. Граючи у складі «Твенте» також здебільшого виходив на поле в основному складі команди. У клубі був серед найкращих голеадорів, відзначаючись забитим голом в середньому щонайменше у кожній третій грі чемпіонату.
До складу клубу «Спартак» (Москва) приєднався 2014 року. Найрезультативніший легіонер в історії московського «Спартака». Найкращий бомбардир чемпіонату Росії сезону 2017/18. Найкращий гравець чемпіонату Росії по системі «гол+пас» у сезонах 2016/17 та 2017/18. Входить до числа 25-ти найкращих бомбардирів чемпіонату Росії за всю історію турніру.
31 серпня 2018 Промес приєднався до іспанської «Севільї». Цей перехід гравця став рекордним для московського «Спартака».
24 червня 2019 Квінсі повертається на батьківщину, де укладає п'ятирічну угоду з амстердамським «Аяксом».

## Виступи за збірні
2011 року дебютував у складі юнацької збірної Нідерландів, взяв участь у 5 іграх на юнацькому рівні.
Протягом 2012–2014 років залучався до складу молодіжної збірної Нідерландів. На молодіжному рівні зіграв у 15 офіційних матчах, забив 8 голів.
2014 року дебютував в офіційних матчах у складі національної збірної Нідерландів. Всього провів у формі головної команди своєї країни 50 матчів, забивши 7 голів.

## Статистика виступів

### Статистика клубних виступів
| Сезон                   | Команда            | Чемпіонат         | Чемпіонат | Чемпіонат | Національний кубок | Національний кубок | Національний кубок | Континентальні кубки | Континентальні кубки | Континентальні кубки | Інші змагання | Інші змагання | Інші змагання | Усього | Усього |
| Сезон                   | Команда            | Ліга              | Ігор      | Голів     | Ліга               | Ігор               | Голів              | Ліга                 | Ігор                 | Голів                | Ліга          | Ігор          | Голів         | Ігор   | Голів  |
| ----------------------- | ------------------ | ----------------- | --------- | --------- | ------------------ | ------------------ | ------------------ | -------------------- | -------------------- | -------------------- | ------------- | ------------- | ------------- | ------ | ------ |
| квітень - березень 2012 | «Твенте»           | ЕР                | 1+2       | 0         | КН                 | 0                  | 0                  | ЛЧ+ЛЄ                | 0+0                  | 0                    | -             | -             | -             | 3      | 0      |
| 2012                    | «Твенте»           | ЕР                | 0         | 0         | КН                 | 0                  | 0                  | ЛЄ                   | 1                    | 0                    | -             | -             | -             | 1      | 0      |
| 2012–13                 | «Гоу Ехед Іглз»    | Еер               | 32+6      | 13+3      | КН                 | 3                  | 1                  | -                    | -                    | -                    | -             | -             | -             | 41     | 17     |
| 2013–14                 | «Твенте»           | ЕР                | 31        | 11        | КН                 | 0                  | 0                  | -                    | -                    | -                    | -             | -             | -             | 31     | 11     |
| Усього «Твенте»         | Усього «Твенте»    | Усього «Твенте»   | 34        | 11        |                    | 0                  | 0                  |                      | 1                    | 0                    |               | -             | -             | 35     | 11     |
| 2014–15                 | «Спартак» (Москва) | ПЛ                | 28        | 13        | КР                 | 1                  | 0                  | -                    | -                    | -                    | -             | -             | -             | 29     | 13     |
| 2015–16                 | «Спартак» (Москва) | ПЛ                | 30        | 18        | КР                 | 2                  | 0                  | -                    | -                    | -                    | -             | -             | -             | 32     | 18     |
| 2016–17                 | «Спартак» (Москва) | ПЛ                | 26        | 12        | КР                 | 1                  | 0                  | ЛЄ                   | 2                    | 0                    | -             | -             | -             | 29     | 12     |
| 2017–18                 | «Спартак» (Москва) | ПЛ                | 26        | 15        | КР                 | 4                  | 3                  | ЛЧ                   | 7                    | 2                    |               | 1             | 1             | 38     | 21     |
| 2018–19                 | «Спартак» (Москва) | ПЛ                | 5         | 1         | КР                 | 0                  | ЛЧ                 | 2                    | 1                    |                      | 0             | 0             |               | 7      | 2      |
| Усього за Спартак       | Усього за Спартак  |                   | 115       | 59        |                    | 8                  | 3                  |                      | 11                   | 3                    |               | 1             | 1             | 135    | 66     |
| 2018–19                 | Севілья            | Ла-Ліга           | 33        | 2         |                    | 6                  | 0                  |                      | 10                   | 1                    |               | 0             | 0             | 49     | 3      |
| 2019–20                 | «Аякс»             | ЕР                | 20        | 12        | КН                 | 1                  | 0                  | ЛЧ+ЛЄ                | 5+1                  | 4+0                  | СК            | 1             | 0             | 28     | 16     |
| Усього за кар'єру       | Усього за кар'єру  | Усього за кар'єру | 232+8     | 97+3      |                    | 18                 | 4                  |                      | 28                   | 8                    |               | 2             | 1             | 288    | 113    |

## Титули і досягнення
- Чемпіон Росії (1):

«Спартак» (Москва): 2016-17
- Володар Суперкубка Росії (1):

«Спартак» (Москва): 2017
- Володар Суперкубка Нідерландів (1):

«Аякс»: 2019
- Володар Кубка Росії  (1):

«Спартак» (Москва): 2021-22